# Литвин Михайло Абрамович
Михайло Абрамович Литвин (нар. 14 серпня 1921, м. Борзна, Борзнянський повіт, Чернігівська губернія, Українська СРР ) — радянський український художник, працював в галузі станкової, книжкової графіки та сатири. Член Спілки радянських художників України.

## З життєпису
У 1939–1941 роках навчався у Харківському художньому технікумі, був учнем Павла Борисенка.
Учасник другої світової війни. Нагороджений медаллю.
Від 1958 року брав участь у республіканських виставках.
Від 1961 року член Спілки радянських художників України.
Працював у харківських книжкових виданнях, в газеті «Соціалістична Харківщина».
Наприкінці 1980-х років емігрував до Ізраїлю.

## Основні твори
- серія сатиричних малюнків «Без слов» (1959–1960);
- книга сатиричних малюнків (1962);
- серії ліногравюр «„Свободный мир“, какой он есть» (1963), «Враги мира» (1964);
- за мотивами поеми Т. Г. Шевченка «Сон» (1964);
- «Шутки добрые и злые Альбом карикатур». — Харьков: Прапор, 1990. — 32 с.